# Vernalossom
株式会社Vernalossom（ヴァーナロッサム、英文社名：Vernalossom Co.,Ltd.）は、東京都千代田区に本社を置く芸能プロダクションである。旧社名は株式会社AKS。
芸能プロダクションの経営ほか、音楽・映像ソフトの企画・制作・製造・販売、音楽出版、映画の企画・制作、アイドルグッズの販売なども手掛けている。AKB48グループに含まれる日本国外の8グループの運営を行う。

## 概要
旧社名の株式会社AKSは、AKB48の主要創設者である秋元康（Akimoto）・窪田康志（Kubota）・芝幸太郎（Shiba）の頭文字を由来とする。
AKB48メンバーは当初「劇場所属」というスタンスを取っており、マネジメント業務は株式会社office48に委託していた。しかし、今後見込まれる更なる人数の増加やそれに伴うメンバー個々のマネジメントへの負担、劇場公演楽曲のリリース希望の声などの問題を解消すべく、新たにAKB48の運営管理を一括で行える会社が必要不可欠となり、AKSは設立された。
AKB48・HKT48・NGT48のオーディションに合格した際、最初に所属するマネジメント会社（所属事務所）であった。その後、大手芸能プロダクション等へ所属事務所を移籍するケースもあった。コンセプトは「平凡な少女が、夢を追いながらAKB48として活動し、事務所が決まり、スターになっていくというプロセスを歩むという芸能界の最も夢のある部分を見せる」とのこと。
SKE48メンバーらの株式会社ピタゴラス・プロモーションからAKSへの転籍（2011年11月1日付け）については、「AKB48と運営管理会社を同じくすることによって、知名度と認知度のさらなる飛躍を目指すことが目的である」と発表された。2018年11月には、株式会社KeyHolderがSKE48事業の承継に向けた基本合意書をAKSと締結することを発表し、同年12月27日に事業譲渡契約締結を行い、株式会社KeyHolderが設立した子会社の株式会社SKEが2019年3月1日に事業を承継し再びAKSを離れた（ただし、AKSはSKEの株式20%保有。同年7月1日に株式会社ゼストに社名変更）。著作権表示はピタゴラス・プロモーション時代は (©SKE48) 、SKE時代は (©SKE) となっている。
NMB48の運営については、一時期AKSが行っていたが、2019年6月1日付けで元の運営会社であるKYORAKU吉本.ホールディングス株式会社に戻った。NMB48の管理業務は、株式会社Showtitle（吉本興業の子会社。本社は東京に置かれているが、事務局は大阪に置かれている）が行っている。その経緯から、メンバーの宣材写真が映る場合、AKS所属グループは著作権表示が (©AKS) であるのに対し、NMB48は運営会社の名称ではなくグループ名の (©NMB48あるいは©NMB) となっている。STU48に関してもAKSではなく、新設された株式会社STUが運営管理しており、著作権表示は (©STU) となっている。
AKB48 OFFICIAL CAFE & SHOPSは、フィールズ株式会社と共同で運営していたが、2019年末をもって営業店舗がなくなった。
2020年4月1日、社名を株式会社AKSから株式会社Vernalossomに変更した。
2023年4月1日、すべての事業を子会社である株式会社Superballに譲渡した。

## 沿革
2006年（平成18年）
- ケーアールケープロデュース株式会社代表取締役・窪田康志が、女性アイドルグループAKB48の運営管理を主たる事業として行う「株式会社AKS」を東京都港区白金台（ケーアールケープロデュース社内）に設立。
- AKB48劇場の運営業務を株式会社office48から移管。それに伴い、AKB48のグループとしての運営管理業務も株式会社office48から移管。
- AKSレーベル（インディーズ）として、AKB48が2月に「桜の花びらたち」・6月に「スカート、ひらり」をCDシングルリリース。

2007年（平成19年）
- AKB48メンバー（一部メンバーを除く）個々のマネジメント業務も株式会社office48から移管。
- 第三期AKB48追加メンバーオーディションを開催。このオーディションから合格者は全員AKS所属としてマネジメント開始。

2008年（平成20年）
- AKB48のコンサートDVDおよび劇場公演DVDの企画、制作、製造、販売業務等をデフスターレコーズレーベルからAKSレーベルに移譲。
- 5月9日、本社を東京都江東区有明（KRKプロデュース社内）に移転[12]。

2009年（平成21年）
- AKB48の劇場公演アルバム（CD）の企画・制作・製造・販売業務等をデフスターレコーズレーベルからAKSレーベルに移譲。
- 8月、20歳以上の年齢制限を設けたAKB48の姉妹グループSDN48の結成・運営に着手。

2010年（平成22年）
- 10月、中国・香港に海外初出店となる「AKB48オフィシャルショップ香港」をオープン。
- 12月、同じく香港に「AKB48ミュージアム香港」をオープン。

2011年（平成23年）

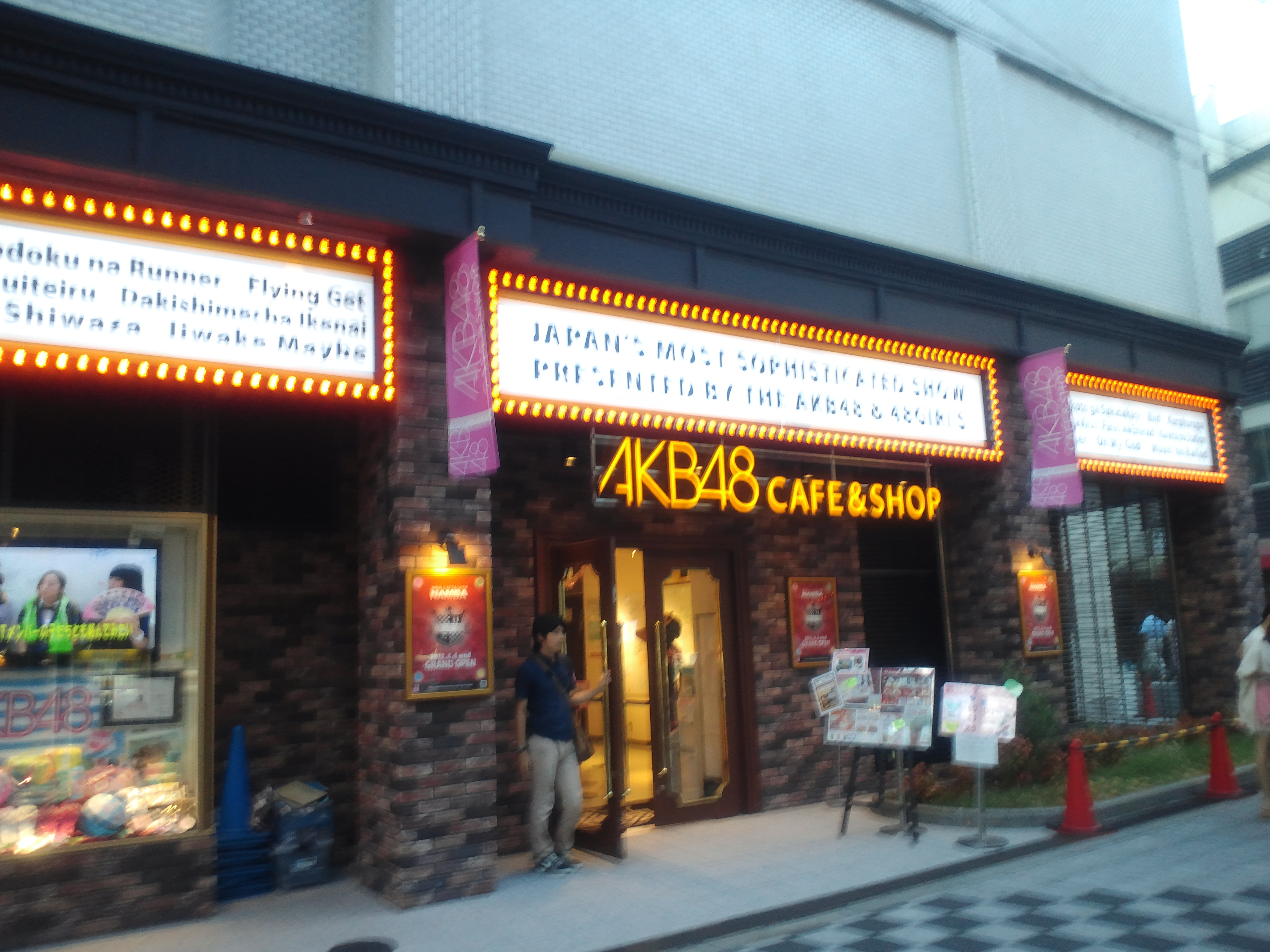
AKB48 CAFE&SHOP NAMBA

- 1月、映画『DOCUMENTARY of AKB48 to be continued 10年後、少女たちは今の自分に何を思うのだろう?』を東宝株式会社らと製作。
- 5月、福岡県に事務局を設立し、HKT48の結成・運営に着手。
- 同月、シンガポールに海外2店舗目となる「AKB48 Official Shop Singapore」、「AKB48 THEATER SINGAPORE」をオープン。
- 6月、台湾・台北市に海外3店舗目となる「AKB48 OFFICIAL SHOP & CAFE TAIWAN」をオープン。
- 同月、AKB48シンガポールプロジェクト第三弾となる「AKB48 Official Shop & Cafe Singapore」をオープン。
- 7月、東京都渋谷区神宮前に「AKB48 OFFICIAL SHOP HARAJUKU」をオープン。
- 同月、榎本善紀（京楽産業.株式会社代表取締役社長）と細井孝宏（当時・京楽産業.株式会社取締役）が取締役に就任[13]。これにより全取締役4名中2名が京楽産業.株式会社出身者で占められることとなった[13]。また、京楽産業.株式会社からの出資も受け入れた。
- 9月、東京都千代田区神田に「AKB48 CAFE&SHOP AKIHABARA」をオープン。
- 11月、SKE48全メンバーおよび株式会社ピタゴラス・プロモーションにおいてSKE48事業に従事してきた全スタッフを株式会社AKSへ転籍[5]。
- 同月、HKT48劇場（福岡市中央区）の運営を開始。
- 同月、中国・上海市に海外4店舗目となる「AKB48オフィシャルショップ上海」をオープン。

2012年（平成24年）
- 1月、映画『DOCUMENTARY of AKB48 Show must go on 少女たちは傷つきながら、夢を見る』を東宝株式会社らと製作。
- 3月、本社を東京都千代田区外神田（AKB48劇場内）に移転[14]。これに伴い、関連会社3社も東京都千代田区外神田に移転。
- 同月、福岡市中央区大名に「AKB48 CAFE&SHOP HAKATA」をオープン。
- 同月、所属グループSDN48のメンバー全員が卒業[15]。
- 4月、大阪市中央区難波千日前に「AKB48 CAFE&SHOP NAMBA」をオープン[16]。

2015年（平成27年）
- 4月、NGT48立ち上げに向け新潟事務所（NGT48プロジェクト事務局=開設準備室）を設置、今村悦朗が所長（NGT48劇場支配人）として着任。
- 5月24日、NGT48劇場の設置場所が「LoveLa2」4Fに決まったことが発表される[17]。

2016年（平成28年）
- 1月10日、NGT48劇場の運営を開始。
- 3月31日、福岡事業所、ホークスタウンモールでの営業を施設閉鎖により終了。
- 6月9日、SNH48の現地における運営サイドの契約違反を理由に、AKB48オフィシャルサイト上に記載されていたSNH48に関する全てのバナーや広告を削除したことを発表[18][19]。
- 10月、NMB48事業をKYORAKU吉本.ホールディングス株式会社から譲り受け、運営権を取得[20]。
- 12月10日、中国で正式にAKB48 CHINAの設立を発表[21]。

2017年（平成29年）
- 1月15日、「AKB48 CAFE&SHOP HAKATA」を閉店[22]。
- 3月31日、「AKB48 CAFE&SHOP NAMBA」を閉店[23]。

2018年（平成30年）
- 11月13日、株式会社KeyHolderが、SKE48事業の承継に向けた基本合意書をAKSと締結することを発表[6]。
- 12月27日、株式会社KeyHolderとSKE48事業の譲渡契約を締結[7][24]。

2019年（平成31年、令和元年）
- 2月28日、譲渡契約によってSKE48事業の運営を終了し、翌3月1日に株式会社KeyHolderの子会社である株式会社SKE（現・株式会社ゼスト）がSKE48事業を承継した。事業譲渡に対して株式会社SKEより30億円の支払いを受ける[7][24]。
- 6月1日付けでNMB48事業をKYORAKU吉本.ホールディングス株式会社に譲渡、運営権を前運営元に戻す[20]。
- 7月1日未明にコーポレートサイトを公開、吉成夏子社長名でのメッセージを掲載してグループの運営・管理においてコーポレート・ガバナンスが欠如していたことの反省と運営・管理体制の改善を表明[25]。独立系ベンチャーキャピタル（VC）のBダッシュベンチャーズから出資を受け、Bダッシュは日本国外で成長余地が大きいとみており、AKSは5年以内の新規株式公開（IPO）を目指す[26]。

2020年（令和2年）
- 4月1日、社名を「株式会社AKS」から「株式会社Vernalossom」に変更、AKB48グループのうち日本国内の3グループ（AKB48・HKT48・NGT48）の運営からは撤退し、日本国外の9グループと日本でのIZ*ONEの運営を行う[27][28][29]。

2021年（令和3年）
- 4月29日にIZ*ONEが活動を終了したことに伴い同グループの運営を終了した。

2023年（令和5年）
- 4月1日、株式会社Vernalossomは営む事業のすべてを子会社の株式会社Superballに譲渡することを発表した[30]。

## 役員および組織
役員
代表取締役社長：吉成夏子
取締役：寺田成昇
取締役：大村拓也
社外取締役：佐藤明夫（佐藤総合法律事務所、弁護士）、渡辺洋行（B Dash Ventures株式会社代表取締役社長）
社外監査役：篠田憲明（三宅坂総合法律事務所、弁護士）

組織
取締役会の下、下記の体制。
興行部、コンテンツビジネス部、ライセンス開発部、海外事業部、広報部、社長室、取締役室、管理部。
アドバイザリーボード
マシ・オカ（岡政偉、俳優、脚本家、プロデューサー）、舛田淳（LINE株式会社取締役 CSMO）、宮澤弦（ヤフー株式会社常務執行役員 メディアカンパニー長）

## 所属グループ
運営管理
- JKT48（IDN Media / JKT48 Operation Team〈Indonesia Musik Nusantara〉）
- BNK48（Independent Artists Management）
- MNL48（Hallo Hallo Entertainment）
- AKB48 Team SH（上海尚越文化发展）
- AKB48 Team TP（好言娯樂）
- CGM48（Independent Artists Management）

### 元所属グループ
- AKB48（2006年 - 2020年3月）
- SDN48（2009年8月 - 2012年3月）
- HKT48（2011年10月 - 2020年3月）
- SKE48（2011年11月 - 2019年2月）
- NGT48（2015年8月 - 2020年3月）

運営管理
- NMB48（2016年10月 - 2019年5月、KYORAKU吉本.ホールディングス / Showtitle）
- IZ*ONE（2018年 - 2021年4月、OFF THE RECORD Entertainment / Swing Entertainment）
- SGO48（2018年 - 2021年、YAG Entertainment）
- DEL48（2019年 - 2022年、YKBK48 Entertainment）
- MUB48（事実上活動せず、YKBK48 Entertainment）

## タレント
グループ間兼任メンバーについては、「本籍」グループのメンバーとして扱う。

### 元所属タレント（Vernalossomに社名変更後）
- 宮脇咲良（LE SSERAFIM、元HKT48、元AKB48、元IZ*ONE）[35] - HKT48加入以前はナッツプロダクションに所属。卒業後は、SOURCE MUSIC（韓国）、A.M.Entertainment（日本）へ移籍。
- 本田仁美（AKB48、元IZ*ONE）[36] - Mama&Sonへ移籍。
- 矢吹奈子（HKT48、元IZ*ONE） - TWIN PLANET ENTERTAINMENTへ移籍。
- 下尾みう（AKB48）
- Sheki（MNL48）

### 元所属タレント
現役メンバーは2020年4月1日時点での所属グループ、元メンバーは最終所属グループで整理した。劇場所属（office48にマネジメント業務を委託していた時代）から正式に芸能事務所としてのAKS所属へと移行する際に、他の芸能事務所へ移籍した者は除く。

#### SDN48
※2012年3月31日にSDN48全メンバーが卒業したことに伴い、AKSに所属していたメンバーは全員退所した。
- アトリエ・ダンカンへ移籍
  - 梅田悠（以前はホリプロに所属。現在はサンミュージックプロダクションに所属）・加藤雅美（現在はセンスアップに所属）
- エイベックス・マネジメントへ移籍
  - 伊東愛（以前はPower Mに所属）・甲斐田樹里・細田海友

その他の移籍

#### SKE48
※印を付したメンバーはかつてピタゴラス・プロモーションに所属していた。

## レコードレーベル
AKSはレコードレーベルとしても機能しており、AKB48がメジャーデビュー前にシングルを2作発売したほか、原則としてNMB48・STU48を除く日本国内各グループのコンサートなどの映像作品（DVD・Blu-ray）や劇場公演のアルバムなどを発売している。
日本レコード協会の正会員ではないためインディーズレーベル扱いとなっているが、2012年まで株式会社ソニー・ミュージックディストリビューション（現 株式会社ソニー・ミュージックマーケティング）、同年からエイベックス・エンタテインメント株式会社（旧 エイベックス・マーケティング株式会社 → エイベックス・ミュージック・クリエイティヴ株式会社）に販売委託している。

### 作品をリリースしたグループ・メンバー
- AKB48（AKB48グループ）
  - AKB48 TeamOgi
  - AKB48 チームサプライズ - 重力シンパシー公演のみ。
- SKE48
- SDN48
- NMB48[注 10]
- HKT48
- NGT48
- JKT48 - Amazonプライム・ビデオのオリジナル作品のみ。
- 柏木由紀

### 錦通レコーズ
錦通レコーズ（にしきどおりレコーズ）は、松村香織がソロデビューシングル「マツムラブ!」をリリースしたレーベル。松村のソロデビュー時に「謎のインディーズレーベル」として紹介された社内レーベルである。

## 事業所所在地
本社事業所
〒101-0021 東京都千代田区外神田6-1-8 思い出ビル

### 所在地変遷
本社
東京都港区白金台5-4-7 バルビゾン25 4F・6F（KRKプロデュース内） → 東京都江東区有明3-7-26 有明フロンティアビルB棟10F（KRKプロデュース内） → AKB48劇場内 → 東京都千代田区外神田6-1-8 思い出ビル
SKE48運営事務局（旧株式会社ピタゴラス・プロモーション名古屋支社）
名古屋市中区錦3-24-17 日本生命栄町ビル5F → 〒460-0003 名古屋市中区錦3-24-4 SUNSHINE SAKAE2F劇場内（一時非開示）、ビルは京楽産業.株式会社の子会社の京楽エンタテインメント・リテイルズ株式会社が所有。
福岡事業所（HKT48劇場、HKT48運営事務局）
福岡市中央区天神1-15-5 天神明治通りビル507号（開設準備室） → 福岡市中央区地行浜2-2-1 ホークスタウンモール2 3F・4F → 非公開
劇場閉鎖後の郵便物受付窓口は、〒810-8691 日本郵便福岡中央郵便局私書箱
NGT48郵便物受付窓口（私書箱）
新潟市中央区新和1-6-20 アーク笹出（1期生応募受付窓口） → 〒950-8692 日本郵便新潟中央郵便局私書箱

## 関係会社
ケーアールケープロデュース株式会社
1999年3月30日設立。
代表取締役社長：窪田康志
ブライダル写真の企画・撮影・制作・販売、映像コンテンツの企画・制作、WEBコンテンツの企画・制作、イベントの企画・制作。
ケーアールケープロデュース有限会社
2003年4月15日設立。
代表取締役社長：窪田康志
ブライダル写真、動画の企画・撮影・制作・販売。イベントの企画・制作。
有限会社レーヴ青山
2002年10月29日設立。
代表取締役社長：窪田康志
ブライダル写真、動画の企画・撮影・制作・販売。イベントの企画・制作。
以上3社の本社所在地は、東京都渋谷区千駄ヶ谷2-33-8 YKビル4F・5F。
株式会社ノース・リバー
2011年5月設立。
代表取締役社長：北川謙二（2011年6月ごろまでケーアールケープロデュースに在籍）
映像コンテンツ・コンサートなどのプロデュース、楽曲版権管理（乃木坂46の一部の楽曲）。
株式会社オサレカンパニー
2013年3月1日設立。
代表取締役社長：内村和樹
エンターテインメント業界に特化した衣装・装飾品製造業。衣装デザイナー・スタイリスト・ヘアメイクのマネジメント業。衣装管理業。エンターテインメント演出企画業。
「AKB48プロジェクト」の衣装・メイク部門をAKSより分社化。
2013年4月より、AKB48グループ衣装総責任者兼クリエイティブディレクターの茅野しのぶ、AKB48・SKE48・HKT48・NGT48の衣装・メイクスタッフが在籍。
株式会社ヴィジュアルノーツ
2014年12月11日設立。
代表取締役社長：原田潤一
映像コンテンツの企画・制作、テレビコマーシャルの企画・制作、グラフィックデザインの企画・制作、モーショングラフィックスの企画・制作、広告の企画・制作。ジャズを中心としたカルチャーメディア「ARBAN」の運営。ジャズ・フェスティバル「モントルー・ジャズ・フェスティバル・ジャパン」の企画制作。トランペット奏者三宅純のマネジメント。
株式会社シネボーイ
1982年9月1日設立。
代表取締役社長：原田潤一
ゲーム・CM・遊技系などのCG映像制作全般。
以上4社の本社所在地は、東京都千代田区外神田6-1-8 思い出ビル。
株式会社グランドツアー
1983年5月20日設立。
代表取締役社長：高野博幸
旅館・ホテル、国内・海外旅行手配業務、視察・招待・社員旅行などの海外・国内団体手配旅行、内外の航空、船舶、鉄道、軌道、バス、その他の運輸機関の貨客販売代理店業。企業イベント（社内イベント、表彰式など）の企画立案、運営業務。損害保険代理業。
亨達娛樂有限公司
台灣台北市信義區基隆路2段51號14樓
AKB48（China）Holding Limited
2016年4月26日、CICFH Holding Limitedの社名で設立。2016年11月10日、現社名に変更。AKB48 Team SHの運営会社である。
BNK48 Office
BNK48の運営会社およびレコード・レーベルであり、AKSとタイのローズ・アーティスト・マネジメントからなる合弁会社である。
熙曜娛樂科技股份有限公司 (TPE48 Entertainment)
TPE48の運営会社であり、AKSと海鐿娯樂科技股份有限公司との合弁会社である。2018年7月にライセンス契約を解約した。
YAG Entertainment
SGO48の運営会社であり、AKSとジオブレイン（東京）、Yeah1 Group（ベトナム・ホーチミン）による合弁会社である。「YAG」は、3社のイニシャルをつなげたものである。
所在地は、Unit 101 - Mplaza 39 Le Duan Street, Ben Nghe Ward, District 1, Ho Chi Minh City 。
阿克斯娯樂有限公司
AKB48 Team TPの運営として発表された合弁会社。
株式会社ゼスト
2019年1月17日設立のSKE48新運営会社。同年7月1日に株式会社SKEから社名変更。
代表取締役社長：西條友和
株式会社KeyHolderの子会社で、AKSが株式の20%を保有。

## 関連番組
★は継続中。

### 制作
- mmbi（NOTTV）いずれも共同制作。
  - AKB48のあんた、誰?
  - HKT48の「ほかみな」〜そのほかのみなさん〜

### 制作協力
- 日本テレビ
  - AKBINGO!（AKB1じ59ふん!・AKB0じ59ふん!）
  - AKB600sec.
  - マジすか学園（マジすか学園4・5・木更津乱闘編）
  - SKE48 エビカルチョ!
  - AKB48 旅少女
- フジテレビ
  - AKB映像センター
- TBSテレビ
  - 有吉AKB共和国
  - さしこのくせに〜この番組はAKBとは全く関係ありません〜
  - HKT48のおでかけ!
- テレビ東京
  - 週刊AKB
  - マジすか学園（マジすか学園2・3）
  - 乃木坂って、どこ?
- ファミリー劇場
  - AKB48 ネ申テレビ ★
- 中京テレビ
  - SKE48の世界征服女子シリーズ
- 東海テレビ放送
  - SKE48のよくばり課外授業!
- テレビ新潟
  - NGT48のにいがったフレンド!
- テレビ西日本
  - HKT48のごぼてん!
- つくばテレビ（エンタ!371・Pigoo）
  - AKB48+10!
  - AKB1/48
  - SKE48学園 ★

## 主要取引先
- 株式会社秋元康事務所
- 株式会社電通
- エキサイト株式会社
- キングレコード株式会社
- 株式会社講談社
- 株式会社光文社
- 株式会社集英社
- 合同会社DMM.com

ほか